# Maienwerder
Maienwerder ist die südlichste der sieben Inseln im Tegeler See im Berliner Bezirk Reinickendorf, Ortsteil Tegel. Sie ist 440 Meter lang und bis zu 220 Meter breit und hat eine Flächenausdehnung von 56.571 m². Sie liegt nur 40 Meter von der Kleinen Malche entfernt, einem vom Tegeler See abgetrennten Gewässerteil im Süden.
Die Insel ist Teil des 1960 gebildeten Landschaftsschutzgebietes LSG-2C Inseln im Tegeler See. Ihre Nutzung unterliegt dadurch erheblichen Einschränkungen und bedarf zum Teil, wie beispielsweise bei Uferausbauten und bei der Anlage von Bootsstegen, Sondergenehmigungen der Naturschutzbehörde.